# Bomullsamarant
Bomullsamarant (Tidestromia lanuginosa) är en amarantväxtart som först beskrevs av Thomas Nuttall, och fick sitt nu gällande namn av Paul Carpenter Standley. Enligt Catalogue of Life ingår Bomullsamarant i släktet Tidestromia och familjen amarantväxter, men enligt Dyntaxa är tillhörigheten istället släktet Tidestromia och familjen amarantväxter. Arten förekommer tillfälligt i Sverige, men reproducerar sig inte. Inga underarter finns listade i Catalogue of Life.